# Chāboksar
Chāboksar (persiska: چابکسر) är en ort i Iran.   Den ligger i provinsen Gilan, i den norra delen av landet, 160 km nordväst om huvudstaden Teheran. Antalet invånare är 7 891.
Terrängen runt Chāboksar är varierad.  Närmaste större samhälle är Ramsar, 9,3 km sydost om Chāboksar. 